# Nikola Miličević (astronom)
Don Nikola Miličević (1887. – 1963.), hrvatski astronom, bio je posljednji upravitelj franjevačkog samostana Pustinja Blaca (na otoku Braču) ali i učitelj, glazbenik i astronom amater koji je nebo pratio s terase samostana Pustinja Blaca. Studirao je u Beču matematiku i astronomiju. Kao vrstan matematičar bavio se uglavnom efemeridama i problemima nebeske mehanike. Nakon što je 1926. godine u Austriji uspio kupiti refraktor promjera objektiva 175 mm, koji je nekad bio glavni instrument zvjezdarnice "Manora" na Malom Lošinju, kreće njegov ozbiljan opažački rad. Opažao je dvojne zvjezdane sustave te tragao za novim zvijezdama i kometima. Njegove brojne rasprave su uglavnom tiskane u bečkom "Astronomische Nachrichten". Malim ručnim strojem za tiskanje tiskao je i brošuru "Mladi zvjezdar - vjesnik prijatelja neba".